# Bureau d'enquêtes et d'analyses sur les risques industriels
Le Bureau d'enquêtes et d'analyses sur les risques industriels (ou BEA-RI), est une instance française créée par arrêté le 9 décembre 2020 par Barbara Pompili (ministre de la Transition écologique), de compétence nationale, au sein de l'administration centrale mais indépendant ; placé sous l'égide du CGEDD (Conseil général de l'environnement et du développement durable) .

## Contexte, histoire
Ce Bureau a été créé à la suite de l'incendie de Lubrizol, peu après les explosions au port de Beyrouth de 2020 et après qu'en France ait été constaté mi-2020 une hausse de 12 % (hors établissement Seveso) des accidents industriels en France.

## Missions
Selon son décret de création, il enquête et produit des analyses sur les risques industriels « suite aux principaux accidents intervenant dans une installation classée pour la protection de l'environnement, une mine, une infrastructure de transport de matières dangereuses au sens de l'article L. 551-2 du Code de l'environnement, sur un réseau de transport ou de distribution de fluide ou sur un équipement à risque visé au chapitre 7 du titre V du livre V du même code ».
Ses enquêtes sont « techniques ». Elles ont comme objectif de « déterminer les causes certaines ou possibles de l'accident » et d'« établir, s'il y a lieu, des recommandations à l'intention des exploitants et des autorités chargées de la sécurité, en vue d'améliorer la sécurité et de prévenir de futurs accidents ».

## Gouvernance
Ce bureau (BEA-RI) est un service placé auprès du vice-président du Conseil général de l'environnement et du développement durable.
Il est dirigé par un directeur, membre permanent du Conseil général de l'environnement et du développement durable, nommé par le ministre chargé de l'environnement.
Ses agents sont habilités comme inspecteurs de l'environnement dans les conditions prévues par l'article L. 172-1 du Code de l'environnement « en vue de procéder aux investigations nécessaires à l'enquête technique ».

## Transparence
Les rapports d'enquête technique produits par le BEA-RI seront « mis à disposition du public, par le directeur du BEA-RI ».

## Réception par le public, les ONG ou le politique
- Florence Roussel, rédactrice en chef de la création d'actualité-environnement, rapporte en décembre 2020, que ce BEA-RI ne fait pas l'unanimité : Christophe Bouillon (président de la mission d'information parlementaire de l'Assemblée nationale) et les ONG et collectifs citoyens de « Notre Maison Brûle » espéraient plutôt « une autorité de sûreté indépendante des ICPE qui agisse en amont des accidents et non pas une fois la catastrophe passée »[3].